# John Bell (acteur britannique)
Pour les articles homonymes, voir Bell et John Bell.
John Hunter Bell, né le 20 octobre 1997 à Paisley (Renfrewshire, Écosse), est un acteur britannique.
Au cinéma, il est connu pour avoir joué les rôles de Héléos dans La Colère des Titans (2012), Angus dans Battleship (2012), et Bain dans deux films de la trilogie Le Hobbit (2013-2014) ; il a également joué les rôles de Toby Coleman dans la série télévisée Tracy Beaker Returns (2010-2011), et Ian Fraser Murray Jr. dans la série télévisée Outlander (depuis 2017).

## Carrière
John Bell fait ses débuts à la télévision dans le rôle de Creet dans l'épisode Utopia (saison 3, épisode 11) de Doctor Who en 2007, après avoir remporté le rôle lors d'un concours télévisé Blue Peter. En mars 2008, il est le chanteur principal d'une bande-annonce promotionnelle pour l'émission de talents de la BBC One I Do Anything. En 2009, il incarne le rôle principal de Connor dans le court métrage Transit du réalisateur Chris Roche,. La même année, John Bell apparaît dans son premier rôle au cinéma, celui du jeune orphelin Tomás dans A Shine of Rainbows,. De 2009 à 2010, il incarne Anthony Weaver dans la série télévisée Une vie pas si tranquille de BBC One, et de 2010 à 2011, il joue le rôle de Toby Coleman dans la série télévisée pour enfants Tracy Beaker Returns, récompensée aux BAFTA ,.
En 2011, John Bell apparaît dans le téléfilm Hattie de la BBC, dans le rôle de Robin Le Mesurier. En juillet 2011, il est nommé, par le site de casting jeunesse Screenterrier, aujourd'hui disparu, comme l'une des 12 stars montantes britanniques. L'année suivante, il incarne Héléos dans le film fantastique La Colère des Titans, et Angus dans le film de science-fiction Battleship. Il apparaît ensuite en tant que Billy Dempsey dans la mini-série Hatfields and McCoys de History Channel.
En 2013, John Bell interprète Bain, fils de Bard l'Archer, dans la trilogie Le Hobbit de Peter Jackson : il joue dans Le Hobbit : La Désolation de Smaug, et reprend le rôle dans Le Hobbit : La Bataille des Cinq Armées en 2014. Entre les deux films, il incarne Jamie Carr dans un épisode de 2013, La défense sicilienne (saison 15, épisode 5), de la série Inspecteur Barnaby d'ITV. John Bell incarne également Niki dans le drame post-Seconde Guerre mondiale d'Evergreen Production en 2015, The Man in the Box,.
Depuis 2017, John Bell incarne Ian Fraser Murray Jr. dans la série Outlander de la chaîne Starz. Son personnage apparaît  pour la première fois dans l'épisode A. Malcolm (saison 3, épisode 6),.
Début 2022, Bell participe à la reprise du one-man show de David Drake, The Night Larry Kramer Kissed Me,. La pièce, qui se déroule au milieu de l'épidémie de sida en Amérique, est jouée jusqu'en février 2022 au New Wimbledon Theatre de Londres.

## Vie personnelle
John Bell est gay. En tant qu'enfant acteur, il a travaillé aux côtés d'acteurs gays célèbres, ce qui l'a aidé à se sentir accepté dans le monde du cinéma.

## Filmographie

### Cinéma
- 2009 : Transit (court-métrage) : Connor
- 2009 : A Shine of Rainbows : Tomás
- 2012 : La Colère des Titans (Wrath of the Titans) : Héléos
- 2012 : Battleship : Angus
- 2013 : Le Hobbit : La Désolation de Smaug (The Hobbit: The Desolation of Smaug) : Bain
- 2014 : Tracks (court-métrage) : Ed
- 2014 : Le Hobbit : La Bataille des Cinq Armées (The Hobbit: The Battle of the Five Armies) : Bain
- 2015 : Billy the Kid (court-métrage) : Billy
- 2015 : The Man in the Box : Niki
- 2017 : T2 Trainspotting : Spud jeune

### Télévision
- 2007 : Doctor Who (série télévisée, saison 3, épisode 11 : Utopia) : Creet
- 2009-2010 : Une vie pas si tranquille (Life of Riley) (série télévisée, 7 épisodes) : Anthony Weaver
- 2010-2011 : Tracy Beaker Returns (série télévisée, 25 épisodes) : Toby Coleman
- 2011 : Hattie (téléfilm) : Robin Le Mesurier
- 2012 : Hatfields and McCoys (série télévisée, 3 épisodes) : Billy Dempsey
- 2013 : Inspecteur Barnaby (Midsomer Murders) (série télévisée, saison 15, épisode 5 : La défense sicilienne) : Jamie Carr
- 2017 : Into the Badlands (série télévisée, 5 épisodes) : Gabriel
- depuis 2017 : Outlander (série télévisée) : Ian Fraser Murray Jr.

### Théâtre
- 2022 : The Night Larry Kramer Kissed Me (mise en scène de Steven Dexter, au New Wimbledon Theatre)[20],[22]

### Audio
- 2015 : The Extraordinary Adventures of G.A. Henty: The Dragon And The Raven : Harold jeune